# Засада в Лафголле
Засада в Лафголле (англ. Loughgall Ambush, ирл. Luíochán Loch gCál), в историографии британской армии известна как Операция «Джуди» (англ. Operation Judy) — вооружённое столкновение, которое произошло 8 мая 1987 в североирландской деревне Лафголл. Отряд из восьми боевиков Ирландской республиканской армии атаковал базу Королевской полиции Ольстера: три боевика заминировали экскаватор и направили его прямо на базу, другие боевики приехали на микроавтобусе и открыли огонь из него. После взрыва бомбы в бой ввязались регулярные части британской армии: отряд из 36 спецназовцев Особой воздушной службы разгромил боевиков.
Британцы не потеряли убитым ни одного из солдат (хотя трое были ранены), поскольку заранее знали о планах боевиков и подготовили засаду на них. В ходе перестрелки был убит один гражданский, ещё один был ранен. Боевики, потеряв 8 человек убитыми, понесли крупнейшие потери в единичном столкновении с британскими частями.

## Предыстория
Восточно-Тиронская бригада Временной ИРА контролировала восточную часть графства Тирон и соседние территории графства Арма, став к середине 1980-х самым боеспособным отрядом ирландских повстанцев. Военнослужащие бригады Джим Лина и Патрик Маккирни выработали стратегию уничтожения военных и полицейских баз без возможности их восстановления, чтобы «сравнять с землёй» британскую армию. В 1985 году бригаду возглавил боевик Патрик Джозеф Келли и приступил к реализации этой стратегии: в 1985 и 1986 годах он провёл две атаки, которые, по мнению Марка Урбана, были «впечатляющими» — это битва в казармах Баллиголи 7 декабря 1985 и бой на базе Королевской полиции Ольстера в Бёрчес (графство Арма) 11 августа 1986. В обоих случаях боевики обстреляли базы и их гарнизон, а сами здания разрушили за счёт подрыва бомбы (в Бёрчес они протаранили заградительную стену на экскаваторе, внутри которого была спрятана взрывчатка). Аналогичная атака планировалась на легко укреплённую базу в Лафголле.
Однако британские спецслужбы раскрыли планы заговорщиков, предположительно, за счёт действия разведывательных сил специального назначения армии и полиции. По некоторым данным, данные об атаке передал двойной агент из стана ИРА, которого убили спецназовцы в засаде; по другим источникам, никакого агента спецслужбы не внедряли и действовали старыми проверенными методами. 7 мая на базу тайно прибыл отряд из 36 солдат SAS (Особая воздушная служба) и офицеры из группы мобильной поддержки при штаб-квартире Королевской полиции Ольстера. Большая часть солдат и офицеров находилась внутри зданий базы, одна группа была вне базы, остальные части находились на месте предполагаемого движения боевиков ИРА.
В атаку ИРА отрядила две команды: одна управляла экскаватором с бомбой и должна была разрушить здание, другая должна была прибыть на микроавтобусе и расстрелять выживших на базе. Согласно плану все боевики должны были скрыться на микроавтобусе. Оба транспортных средства были угнаны незадолго до начала атаки: микроавтобус Toyota HiAce боевики нашли в Данганноне, а экскаватор — в двух милях к западу от Лафголла на ферме на Лислэсли-Роуд (два ирландских боевика остались на ферме следить за хозяевами угнанного экскаватора). Водителем экскаватора был назначен Деклан Артурс, двое боевиков вели перед ним машину сопровождения, остальные повстанцы ехали на микроавтобусе (вероятно, также при наличии машины сопровождения).

## Засада
Боевики прибыли в Лафголл с северо-восточной стороны после 19:00. Все боевики были хорошо вооружены и экипированы: носили бронежилеты, защитные костюмы, перчатки и балаклавы. Несколько раз они предварительно объехали участок для разведки. В 19:15 Деклан Артурс направил экскаватор на базу при сопровождении Джеррарда О’Каллахана и Тони Гормли. В цистерне на экскаваторе находилась семтексная бомба массой 90 кг, которая подрывалась спустя 40 секунд после активации. В самой машине были командир отряда Патрик Келли, а также боевики Джим Лина, Патрик Маккирни, Юджин Келли и Шеймус Доннелли. Экскаватор проломил заградительную сетку, проехал несколько метров вперёд, и взрывное устройство тут же было запущено. Боевики выскочили из экскаватора и, по данным спецслужб, открыли огонь по зданию (некоторые авторы, среди которых выделяется Рэймонд Мюррэй, это отрицают). Спецназовцы SAS тут же открыли ответный огонь из автоматов M16, HK G3 и L7A2. Бомба взорвалась, уничтожив экскаватор и ранив трёх оперативников. По боевикам было выпущено 1200 пуль: микроавтобус также попал под обстрел. Боевики выпустили в ответ, по некоторым данным, 70 пуль и ни разу не попали по целям.
Восемь боевиков ИРА было убито в результате перестрелки: их тела были изрешечены пулями, однако фатальными оказались выстрелы в голову. Один из боевиков, Шеймус Доннелли, пытался сбежать с базы на футбольное поле напротив дороги, но не успел и был смертельно ранен. По некоторым данным, трое из боевиков готовы были сдаться спецназовцам, но были расстреляны на месте. Согласно заметке Джима Касака в газете The Irish Times от 5 июня 1987, повстанцы, которые были в автомобилях сопровождения, поспешили скрыться с места перестрелки и тем самым спаслись. В результате боя под огонь попали ещё и двое гражданских: Энтони и Оливер Хьюз возвращались с работы и были по ошибке приняты оперативниками за боевиков ИРА, поскольку были в костюмах того же синего цвета, что и ирландские повстанцы. Энтони, который был за рулём, был убит на месте, а Оливер был тяжело ранен. По ним было выпущено со стороны сада более 50 пуль. Местных жителей не предупреждали предварительно о проведении операции, поскольку тем самым британцы могли случайно оповестить ИРА, поэтому никакой эвакуации не проводилось. Британское правительство было вынуждено выплатить компенсацию вдове Энтони.
На поле боя британцы подобрали следующее оружие: три автомата HK G3, автомат FN FAL, две винтовки FN FNC, ружьё Franchi SPAS-12 и револьвер Ruger Security Six. По данным Королевской полиции Ольстера, из этого оружия было осуществлено не менее 19 убийств в Центральном Ольстере, к тому же револьвер Ruger был украден у убитого двумя годами ранее офицера полиции Уильяма Клемента. Одной из жертв этого оружия стал Гарольд Генри, помогавший в обустройстве баз британской армии и полиции в Северной Ирландии

## Последствия
Восточно-Тиронская бригада, несмотря на понесённые потери, не складывала оружие вплоть до Белфастского соглашения. Попытки ИРА определить, кто оказался тем самым загадочным «двойным агентом», выдавшим их планы по нападению на Лафголл, не увенчались успехом. Среди ирландских республиканцев убитые восемь человек стали известны как «Лафголлские мученики» (англ. Loughgall Martyrs). По версии родственников убитых, британские спецслужбы давно охотились за этими боевиками и тем самым организовали расправу. Тысячи людей присутствовали на похоронах восьми ирландских повстанцев: эти похороны стали крупнейшими со времён Ирландской голодовки 1981 года. На похоронах Джерри Адамс заявил, что британцы могут надавить на ирландское правительство, но никогда не сумеют одержать победу в конфликте. Руководство Временной ИРА также подтвердило, что несколько из ирландских повстанцев были взяты в плен и расстреляны без суда и следствия.
В 2001 году Европейский суд по правам человека, рассматривая иски от родственников погибших ирландцев, неожиданно вынес решение, согласно которому убийство всех восьми ирландских повстанцев было преступлением со стороны британского правительства, а должного расследования проведено не было, и вынес решение о присуждении компенсации в размере 10 тысяч фунтов стерлингов каждому из родственников погибших. Джон Рейд, который тогда занимал пост министра по делам Северной Ирландии, приветствовал решение. В декабре 2011 года, однако, Команда исторических расследований Северной Ирландии после перепроверки дела заявила, что у SAS были основания стрелять, поскольку боевики ИРА открыли огонь первыми, а арестовать их без угрозы для жизни возможным не предоставлялось.
Полицейский участок был отстроен и передан полиции в 2001 году, но в августе 2009 года был закрыт и переоборудован в жилое помещение, а в апреле 2011 года был перепродан.

## В массовой культуре
В 1988 году группа The Pogues записала песню «Streets of Sorrow/Birmingham Six».. Ещё одну песню о сражении «Loughgall Ambush» записала группа Charlie and The Bhoys.